# Uwe Jäntsch
Uwe Jäntsch (* 1970 in Wasserburg am Bodensee, aufgewachsen in Bregenz) ist ein österreichischer Künstler. Er lebt in Bregenz und Palermo.

## Leben
Uwe Jäntsch hat sein Kunststudium nach nur acht Monaten abgebrochen und ist als Künstler Autodidakt. Sein Werk umfasst „Eingriffe“ mit Zeichnung, Malerei, Skulptur, Installation, Performance und Filmkunst. Dabei thematisiert er überwiegend das Zerlegen von der Antikultur und das wieder neu Zusammenfügen in neue Formen und Inhalte.

## Werke
1993 entstand Fish Pills, ein 27 Minuten Stummfilm auf 16 mm, eine von Hand bewegte Animation. „Autos fahren in gleicher Geschwindigkeit durch eine große Stadt und fahren zusammen durch einen organisch muskulösen Stadtpark in einen großen Supermarkt, der sich beim Schlucken der Autos in eine Nähmaschine verwandelt. Dort werden die Autos zu Dosen und dessen Insassen zu psychedelischen Tabletten verarbeitet.“ Zwischen 1994 und 1999 reiste Uwe Jäntsch durch Zürich, Wien, San Francisco, Berlin und Hamburg und präsentierte über 70 mal das Fish-Pills-Projekt mit Livevertonungen von Musiker und Performer der jeweiligen Städte in verschiedenen Clubs, Galerien, Kinos und Theater. Ab 1996 entwickelte er das Fish-Pills-Projekt in eine elektronische Alleinvertonung.
Zwischen 1996 und 1997 unterstützte Uwe Jäntsch das Hafenklanghaus am Hamburger Fischmarkt und illustrierte die letzte Seite in dem Stadtmagazin „Szene Hamburg“ zu den ersten Schreibveröffentlichungen von Rocko Schamoni.
1999 nahm er am Fumetto-Comic-Festival in Luzern zum Thema „Wahnsinn“ in einer Gefängniszelle teil. Entwurf der Galerie Gregor K. in Bregenz.
Zwischen 1999 und 2007 besetzte Uwe Jäntsch mit seinen Kunsteingriffen von Malerei, Installationen, Performances, Filmkunst in die sozialen Strukturen der Piazza Garraffello des Mercato di Vucciria in der Altstadt von Palermo. Anfangs überzog er sichtbare 19 Innenräume mit Blumenmuster in einem bis auf die Grundmauer zerstörten Fassade des Palazzos Loggia dei Catalani in der Zeit von fünf Monaten. Dieses Raumkonzept setzte er in Galerien in Bregenz, Hamburg und Wien mit fünf weiteren Räumen fort. Seit 2003 lebt er in der Vucciria in Palermo. In einem kleinen Haus, über den mit seinen Blumen überzogenem Palazzo installierte er sich im 25. Raum in einem goldenen Bett und ließ sich zusammen mit Besuchern, die über eine lange Leiter klettern mussten, für zehn Euro pro Person fotografieren. 2005 überzog er in einer Performance in zwölf Minuten mit 130 roten Farbbomben seine Blumenwände der Loggia dei Catalani vor einer von zahlreichen Zeugen organisierten Piazza Garraffello. 2006 füllte er die Balkone der Fassade des Palazzos Lo Mazzarino Merlo mit Hunderten von leeren Bierkästen und stopfte in weiteren fünf Monaten ausgesuchten Müll von den Containern der Piazza Garraffello über den mit seinen rot verfärbten Blumen überzogenen Palazzo Loggia dei Catalani und nannte dieses Werk seine eigene Cattedrale, betitelte die Piazza als Museo, teilte die Müllcontainer in zwei Hälften und installierte dazwischen ein Büro mit Costanza Lanza di Scalea. Am 21. November 2006 wurde sein Werk von der Stadt Palermo im Auftrag des Bürgermeisters Diego Cammarata entsorgt. 2007 verwandelte Uwe Jäntsch den Palazzo Lo Mazzarino in eine leere Bank und unterschrieb mit seinem Namen.
2008 kandidierte Uwe Jäntsch vom 1. Februar bis 12. April in der sizilianischen Kleinstadt Riesi als Bürgermeister mit falschem Bart und Plastikblumen in der Hand und erweiterte damit seinen Kunsteingriff. Er fertigte eine Reihe von McDonald’s an, die allerdings nur Haushüllen waren und schenkte der Stadt zu Ostern einen Weihnachtsbaum. Das Bürgermeisteramt von Riesi wurde zu diesem Zeitpunkt seit einigen Jahren kommissarisch verwaltet. Zwei Monate nach seiner Aktion wurde ein legaler Bürgermeister gewählt.
2009 überarbeitete Uwe Jäntsch mit gegenständlichen Logos aus dem Alltag eine leerstehende Häuserzeile des ehemaligen Bahnhofs des Orientexpress in Venedig im offiziellen Rahmen der 53. Biennale von Venedig zum Thema „Weltenmachen / Making Worlds“. Er erweiterte dieses Werk mit Eingriffen in Sizilien mit dem Hotel Africa in Porto Empedocle, einem neunstöckigen, nie eröffneten Hotel und einer nicht fertiggestellten Autobahnbrücke ohne Abfahrt- und Zufahrtsstraße im Madonie-Nationalpark bei Blufi.
2011 Erstaufführung seines Dokumentarfilms AC/DC, greetings from Palermo. Uwe Jäntsch öffnete für zwei Tage der Bevölkerung den geschlossenen Palazzo Costantino Merendino, Palazzo Di Napoli und die Nord-Nordost Fassade der Quattro Canti in Palermo mit drei überdimensionalen Installationen aus zurückgelassenen Baumaterial, Baugerüsten und über 5 km Absperrbänder des im Jahr 2006 eingestellten Renovierungsarbeiten der Gebäude. Nach sechs Tagen wurde seine Installation über der Nord-Nordost Fassade der Quattro Canti von der Feuerwehr und der Stadtpolizei entsorgt.
2023 Präsentation von teils großformatigen Malereien in den Räumlichkeiten des Palais Thurn und Taxis in Bregenz, wobei die künstlerische Form der sozialen Skulptur, wie Interventionen und weitere Installationen eine wichtige Rolle in seinem Werk spielen. Das während der Ausstellung stattfindende Preisjassen und die von Jäntsch mit seinem Ausstellungshonorar für die Gewinner ausgelobten Preise (1 PKW, 1 Waschmaschine, 120 Kisten Bier) sind wichtige Komponenten dieser Ausstellungskonzeption.

## Veröffentlichungen
| - 1996 Quallen - 1997 Der silberne Surfer - 1998 Ameisenpuder - 2001 WW1 - 2003 Schwarzer Peter - 2003 Liebhaben - 2003 Oke - 2004 Posterbook - 2005 Planet of the Apes - 2006 Museo Piazza Garraffello Palermo (MPG#1) - 2007 Palermo Report (MPG#2) - 2007 17 Golden Palermo Interventions (b>gallery Roma) - 2008 Riesi Sindaco - 2009 Porn Pavilion (53° Biennale di Venezia) - 2010 Rosa (b>49 Roma) - 2011 AC/DC, greetings from Palermo - 2012 Coca Fanta Palermo (Merker.tv) - 2015 Mit Hingabe (Bregenz Nachruf) - 2016 Palermo Icone - 2017 bancomat_family_friendly social media catalogue - 2019 Closer to God, Palermo against Palermo (Bancomat #11) - 2022 Schöner Wohnen by Stephen King (Bancomat #12) | - 1994 Fish Pills - 2002 Hotel Bube - 2006 Museo Piazza Garraffello - 2007 Parco Foro Italico - 2008 Riesi Sindaco - 2009 Sicilian Dog - 2010 Geld spielt keine Rolle - 2011 AC/DC, greetings from Palermo |